# فرودگاه استیجاری هیوارد
فرودگاه اختصاصی هیورد (به انگلیسی: Hayward Executive Airport) یک فرودگاه همگانی با کد یاتا HWD است که یک باند فرود آسفالت دارد و طول باند آن ۱۵۳۱ متر است. این فرودگاه در کشور ایالات متحده آمریکا قرار دارد و در ارتفاع ۱۵٫۲ متری از سطح دریا واقع شده‌است.

## نگارخانه

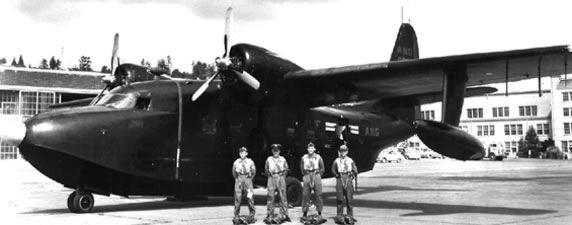
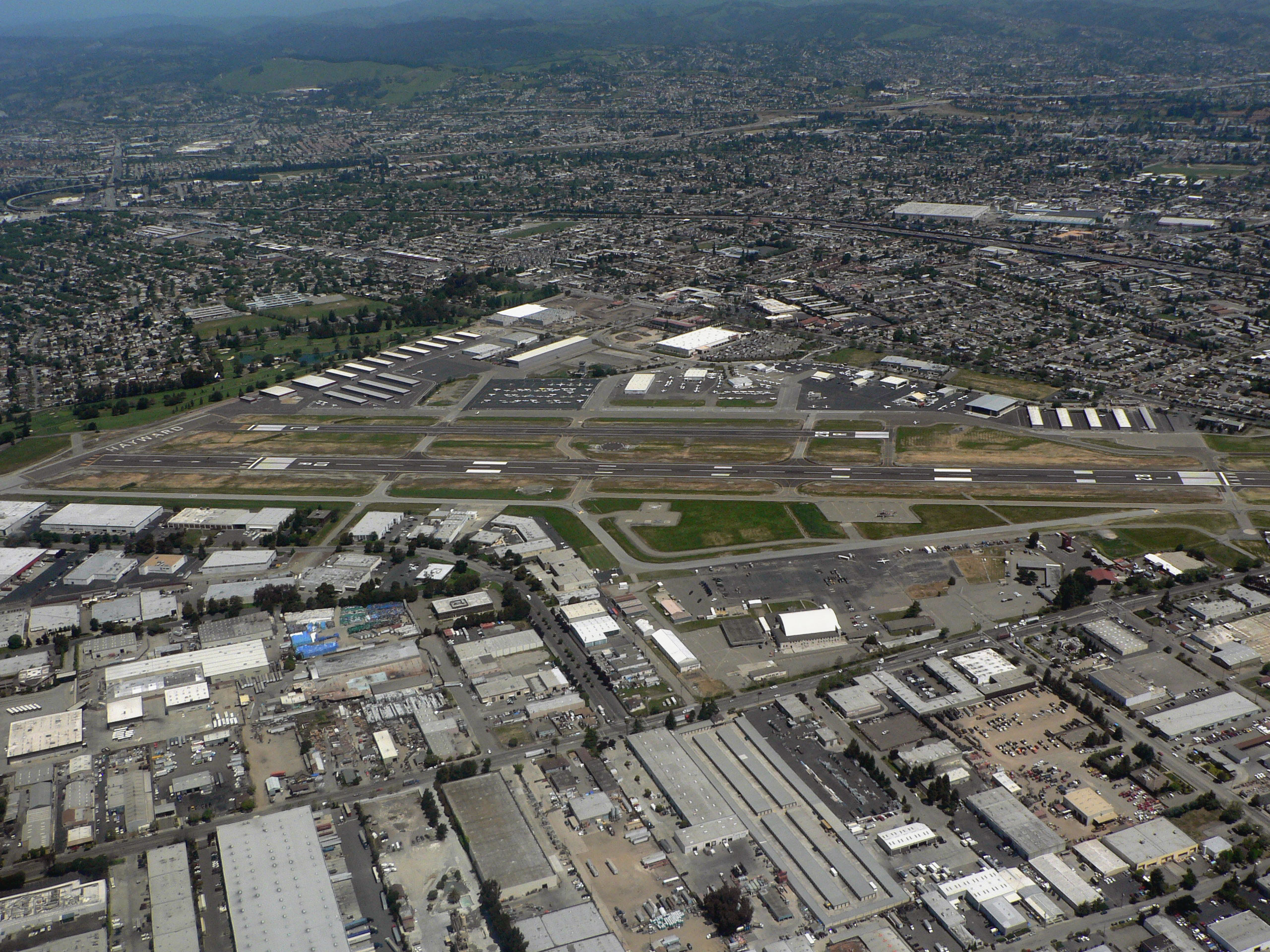